# Swartbroek
Swartbroek (Limburgs: plaatselijk dialect: Swartbrook; Weerts: Zwertbrook) is een klein plaatsje behorend bij de Nederlands-Limburgse gemeente Weert. Dit kerkdorp ligt aan de Leukerbeek en vlak bij de plaatsen Weert, Tungelroy, Ell en Kelpen-Oler. Er wonen ruim 880 mensen, waarvan 480 in de woonkern en 400 in het buitengebied.

## Geschiedenis
In de loop van de 16e eeuw werd Swartbroek genoemd als een buurtschap in het buitengebied (buitenie) van Weert. Er was in 1583 ook sprake van een eigen kapel, gewijd aan Sint-Cornelius. Deze werd in 1965 gesloopt.
Aan het begin van de 17e eeuw hadden de inwoners last van plunderende soldaten. Om zich hiertegen te beschermen werden de schans van Swartbroek en de Ellerschans opgeworpen.
Reeds in 1770 werd gepoogd om een priester in Swartbroek aan te stellen, aangezien de gelovigen voor hun kerkelijke plichten aangewezen waren op Weert, dat een zevental kilometers verwijderd was over slecht begaanbare wegen. In 1776 werd een eigen rectoraat ingesteld en in 1782 werd de rectorij gebouwd, die ook tegenwoordig nog bestaat. Ook was er eind 18e eeuw een lagere school. Het aantal inwoners van Swartbroek bedroeg toen ongeveer 200. Ook in de 19e eeuw betrof het een vrijwel geheel agrarische gemeenschap, met enkele ambachtelijke bedrijfjes (smederij en klompenmaker), en in 1840 kwam een steenbakkerij in productie, terwijl in 1890 een zuivelfabriekje werd geopend. Begin 20e eeuw waren er ook enkele winkeltjes en -op het hoogtepunt- een 17-tal café'tjes.
In 1925 kwam een eigen kerk tot stand en in 1933 werd het rectoraat tot parochie verheven.

## Bezienswaardigheden
- De Sint-Corneliuskerk werd in 1924 gebouwd naar ontwerp van architect Jules Kayser.
- De Sint-Servatiuskapel aan de westkant van de plaats
- De Heilige-Maagdenkapel aan de oostkant van de plaats
- Rectorij, aan Pelmersheideweg 4, uit 1782.
- Begraafplaats Swartbroek, waarvan een deel is ingericht als Brits oorlogskerkhof met een 'Cross of Sacrifice' uit omstreeks 1950.

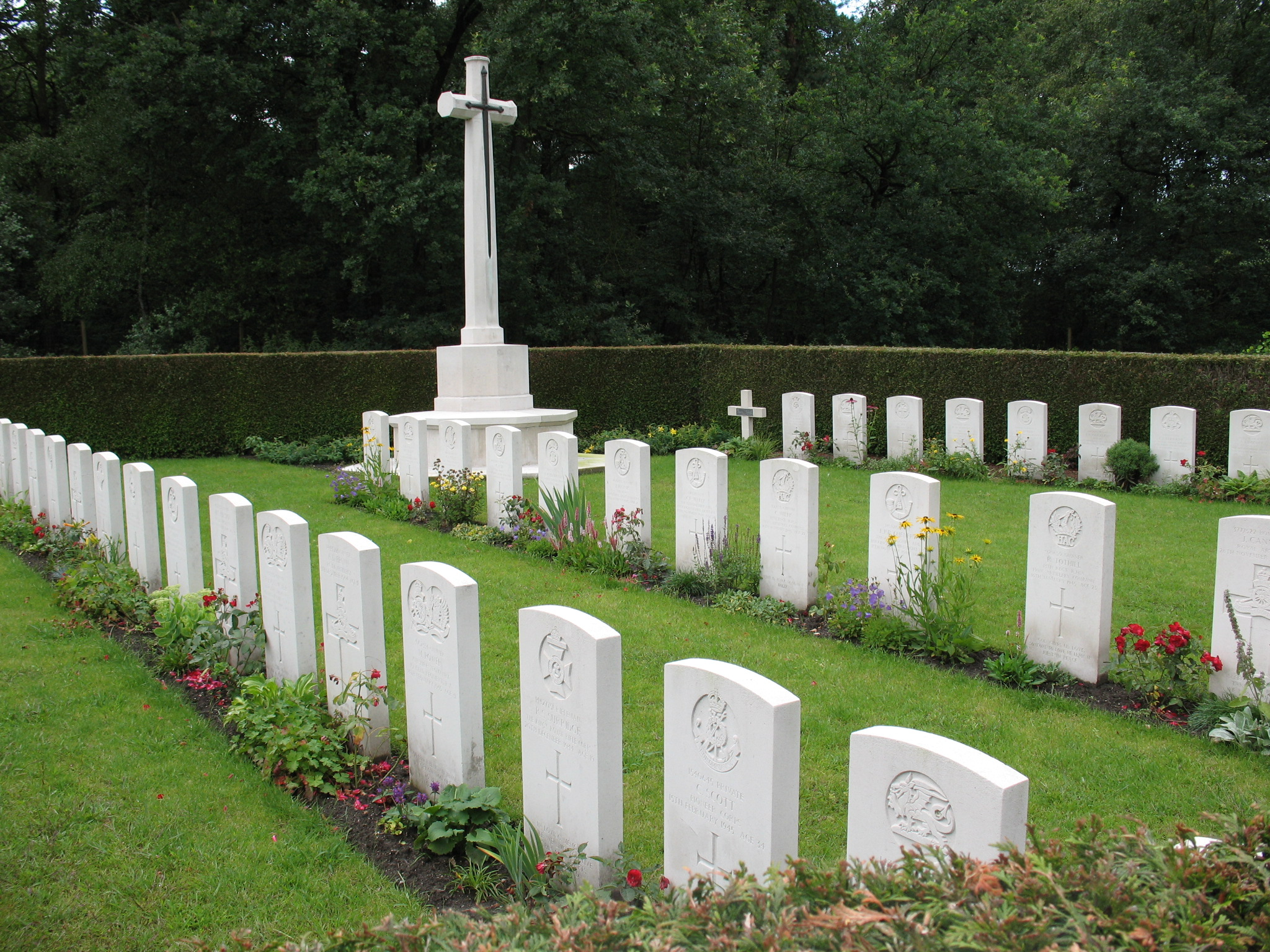
Oorlogsgraven Gemenebest
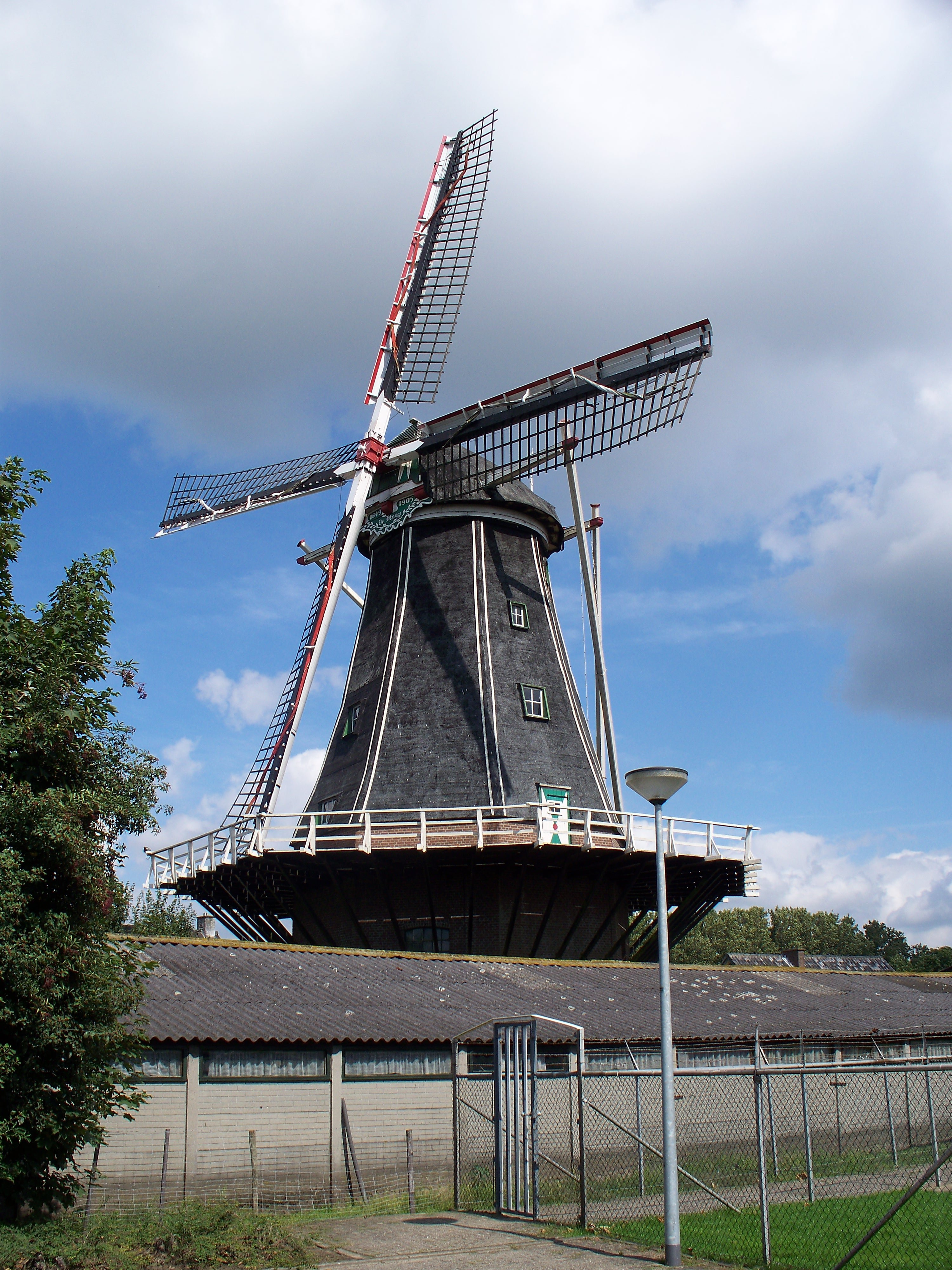
Korenmolen De Hoop, een stellingmolen die nog steeds maalvaardig is en regelmatig draait.
- Theepottenmuseum, een particuliere verzameling theepotten.
- Ellerschans, gereconstrueerde schans, een van de twee schansen bij Swartbroek, de ander is de schans.

## Natuur en landschap

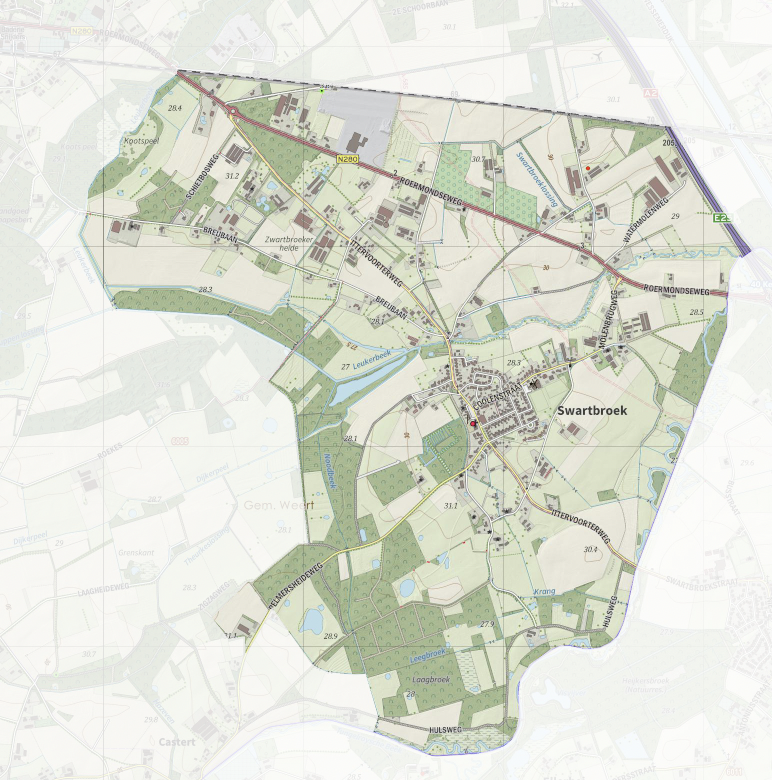
Kaart van Swartbroek (2022)

Swartbroek ligt op een hoogte van ruim 31 meter tussen de valleien van de Leukerbeek en de Tungelroyse Beek, die ongeveer 1 km ten noordoosten van de kom samenvloeien. In het noordoosten ligt ook het Kanaal Wessem-Nederweert. Ten zuidwesten van Swartbroek ligt het broekgebied De Krang.

## Nabijgelegen kernen

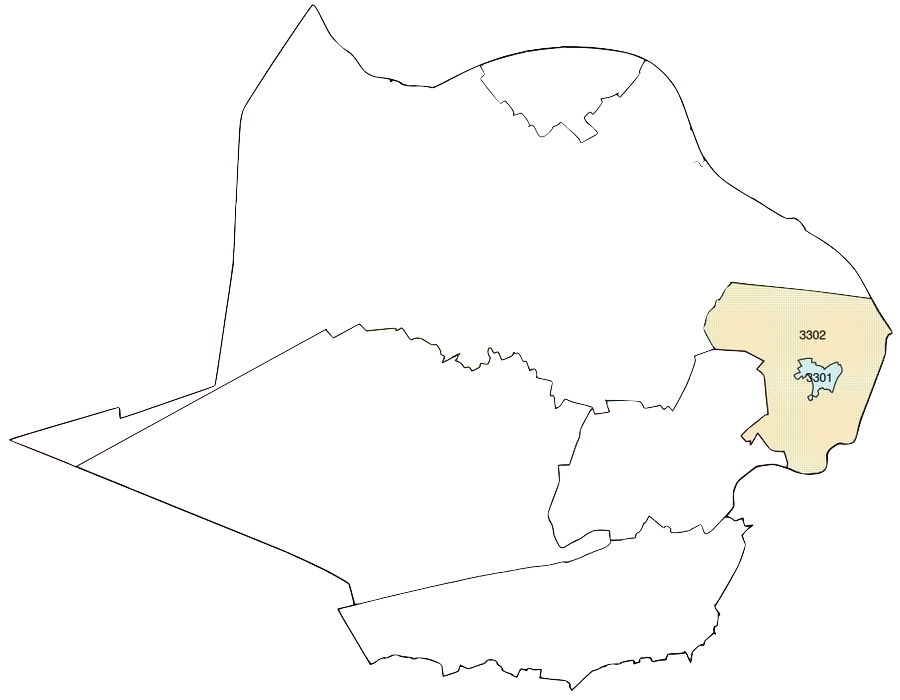
33. Swartbroek met 3301 Swartbroek en 3302 Swartbroek buitengebied

Ell, Weert, Tungelroy, Kelpen-Oler
|                           |  | Weert (Leuken) |  | Nederweert |
|                           |  |                |  |            |
| Weert (Moesel) (Moesdijk) |  |                |  |            |
|                           |  |                |  |            |
| Tungelroy                 |  |                |  | Ell        |

Stad: Weert

Kerkdorpen: Altweerterheide · Laar · Stramproy · Swartbroek · Tungelroy 

Buurtschappen: Altweert · Bosven · Breyvin · Castert · Crixhoek · De Berg · De Boberden · De Horst · Dijkerstraat · Hei · Houtbroek · Hushoven · Oud-Boshoven · Rietbroek · Vlootkant · Wisbroek

Woonwijken: Boshoven (Vrakker · Oda · Oud-Boshoven) · Laarveld · Molenakker · Kampershoek · Fatima · Weert-Centrum · Biest · Groenewoud · Leuken (Vrouwenhof · Leuken-Noord) · Keent (Parkhof) · Moesel · Graswinkel · Rond de Kazerne (Altweert · Boshoverbeek) 

Limburg: Steden en dorpen      Nederland: Provincies · Gemeenten